# Dunlop House

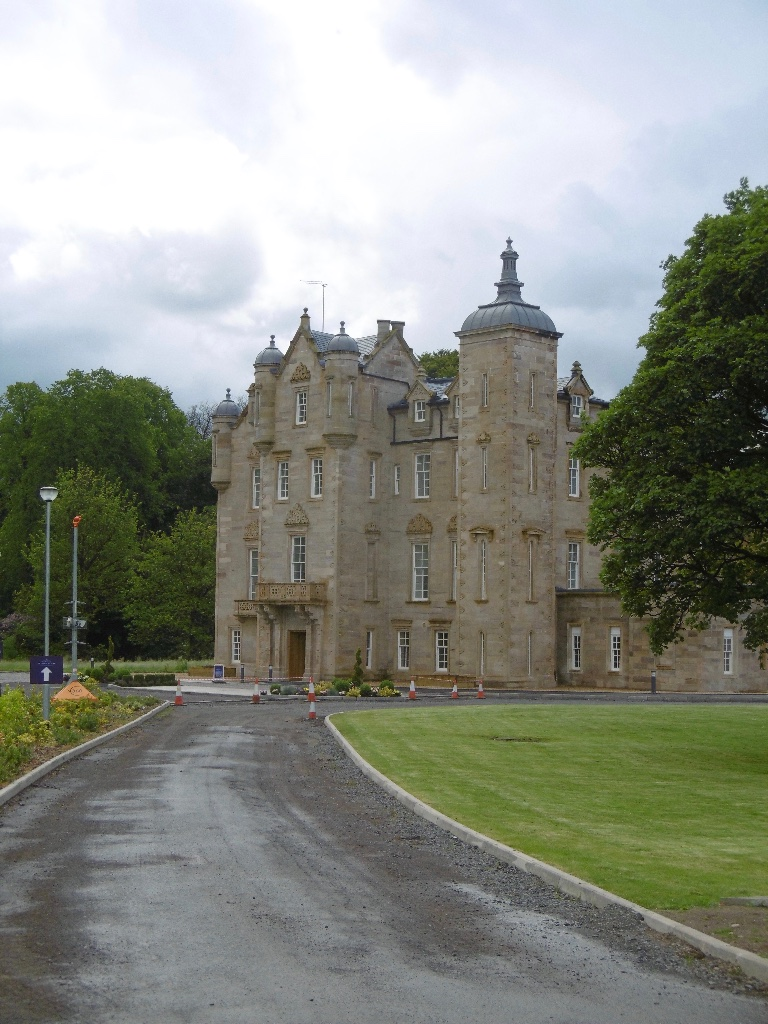
Dunlop House

Dunlop House ist ein Schloss nahe der schottischen Ortschaft Dunlop in der Council Area East Ayrshire. 1971 wurde das Bauwerk in die schottischen Denkmallisten in der höchsten Denkmalkategorie A aufgenommen. Des Weiteren bildet Dunlop House zusammen mit der zugehörigen West Lodge ein Denkmalensemble der Kategorie A.

## Geschichte
Unter König Malcolm III. fielen die Ländereien im 11. Jahrhundert an die Familie de Ross, welche die Festung auf Dunlop Hill nutzte. Ein zweiter Festungsbau auf dem Hügel entstand im frühen 14. Jahrhundert. Das Haus de Ross schlug sich in den 1330er Jahren auf die Seite Edward Balliols und verlor in der Folge seine Besitztümer. Die Bauwerke auf Dunlop Hill wurden später nicht mehr genutzt und sind heute vollständig verschwunden.
Das Haus de Ross trat Teile seiner Ländereien an den Clan Dunlop ab, der um 1066 am Standort des heutigen Dunlop House seinen ersten Stammsitz errichtete. Um 1304 erfolgte ein Neubau, der im Jahre 1599 durch das dritte Bauwerk am Standort, ein Tower House, ersetzt wurde. Von diesen Gebäuden sind heute ebenso wie von einer beschrieben Motte keine Überreste mehr vorhanden.
Das heutige Dunlop House wurde zwischen 1831 und 1834 nach einem Entwurf des schottischen Architekten David Hamilton für John Dunlop erbaut. Es gilt als eines der frühesten Bauwerke im Scottish Baronial Style. Es ging an seinen Sohn James über und wurde nach dessen Ableben an verschiedene entfernte Verwandte veräußert. Seit 1932 befindet sich das Anwesen im Besitz der Grafschaft Ayrshire, beziehungsweise heute von East Ayrshire.